# Трнова (Сански Мост)
Трнова је насељено мјесто у Босни и Херцеговини, у општини Сански Мост, која припада ентитету Федерација Босне и Херцеговине. Према попису становништва из 2013. године, у насељу је живјело 783 становника.

## Географија
Кроз Трнову протиче Пиљешка река, десна притока Сане, која се у том месту улива у Сану.

## Становништво
| Националност       | 2013.        | 1991.        | 1981.        | 1971.          |
| Муслимани          | 767 (97,96%) | 830 (84,86%) | 904 (88,10%) | 1.031 (87,22%) |
| Хрвати             | 12 (1,53%)   | 92 (9,40%)   | 100 (9,74%)  | 140 (11,84%)   |
| Срби               | 0            | 30 (3,06%)   | 1 (0,09%)    | 8 (0,67%)      |
| Југословени        | —            | 3 (0,30%)    | 6 (0,58%)    | 0              |
| остали и непознато | 4 (0,51%)    | 23 (2,35%)   | 15 (1,46%)   | 3 (0,25%)      |
| Укупно             | 783          | 978          | 1.026        | 1.182          |